# Negrești (Strășeni)
Negrești è un comune della Moldavia situato nel distretto di Strășeni di 1.401 abitanti al censimento del 2004.